# Felip Massot i Felip
Felip Massot i Felip (Belianes, 1945) és un empresari català, actiu al sector de la promoció immobiliària.
Era el fill gran de Maurici Massot, un petit comerciant que explotava un molí d'oli a Belianes. Després de la fallida del molí familiar, tota la família va sobreviure amb petits oficis ocasionals. El 1969, amb vint-i-quatre anys, va crear una agència immobiliària a Viladecans i el 1971 es va llançar en la construcció i va construir una primera casa a Gavà, cleda del què va esdevenir el Grup Vertix, el segon grup immobiliari català que va fundar el 1972 i del qual encara és el president. Als anys 80 del segle xx ja construïa uns dos cents cases per any. El 2014, s'estimava a prop de tretze mil el nombre habitatges aixecats des de l'inici.
Es declara obertament partidari del dret a decidir, tot i que Massot amb altres empresaris no veien la declaració unilateral d'independència com la millor estrategia i haurien preferit noves eleccions el 2017.
A més de l'activitat industrial, és un col·leccionista que ha aplegat un conjunt impressionant de pintura catalana des de la fi del segle xix. Al seu poble natal ha finançat la restauració d'un antic molí d'oli del segle xvii, que es va batejar Molí d'Oli Maurici Massot en honor del seu pare, i que s'ha integrat en el conjunt de l'Ecomuseu municipal.